# Az Antarktisz selfjegeinek listája

Az Antarktisz főbb selfjegei.
Ross (472960 km²)
Filchner-Ronne (422420 km²)
Amery (62620 km²)
Larsen (48600 km²)
Riiser-Larsen (48180 km²)
Fimbul (41060 km²)
Shackleton (33820 km²)
VI. György (23880 km²)
Nyugati (16370 km²)
Wilkins (13680 km²)

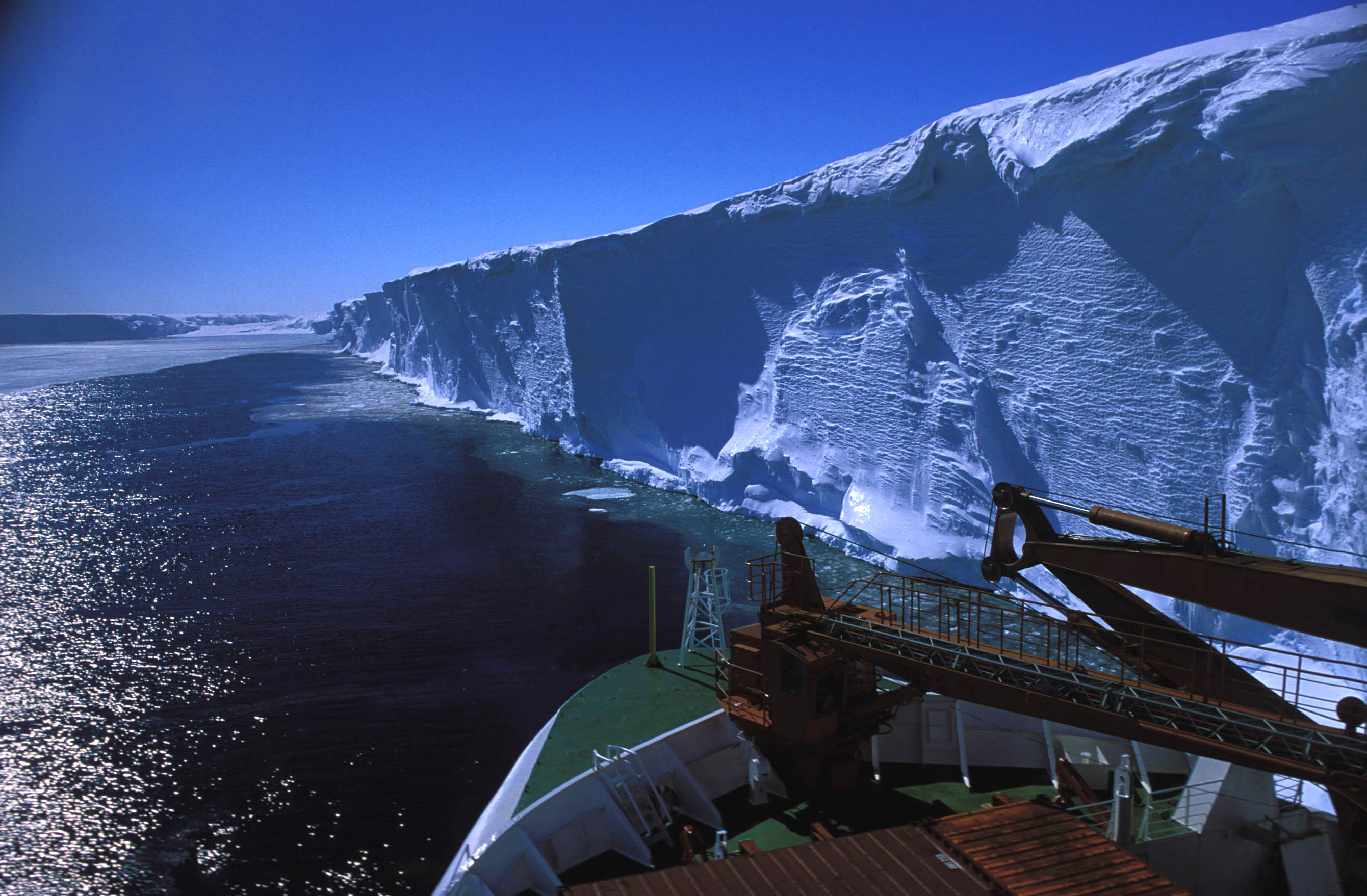
Az Ekstrom-selfjég széle

Az Antarktisz partjainak 44%-ához csatlakozik selfjég. Az összes területük 1 541 700 km².
A Kelet-Antarktiszi területről kiindulva, az óramutató járásával megegyező irányba mozogva az alábbi önálló selfjegek találhatóak az Antarktiszon.
| - Filchner-selfjég - Brunt-selfjég - Riiser-Larsen-selfjég - Quar-selfjég - Ekstrom-selfjég - Jelbart-selfjég - Fimbul-selfjég - Lazarev-selfjég - Hannan-selfjég - Zubchatyy-selfjég - Wyers-selfjég - VIII. Edvárd-selfjég - Amery-selfjég - Publications-selfjég - Nyugati-selfjég |  | - Shackleton-selfjég - Moscow University-selfjég - Vojejkov-selfjég - Cook-selfjég - Slava-selfjég - Gillett-selfjég - Nansen-selfjég - McMurdo-selfjég - Ross-selfjég - Swinburne-selfjég - Sulzberger-selfjég - Nickerson-selfjég - Getz-selfjég - Dotson-selfjég |  | - Crosson-selfjég - Cosgrove-selfjég - Abbot-selfjég - Venable-selfjég - Stange-selfjég - Bach-selfjég - VI. György-selfjég - Wilkins-selfjég - Wordie-selfjég* - Jones-selfjég* - Müller-selfjég* - Gusztáv herceg-selfjég* - Larsen-selfjég* (Larsen A és B) - Ronne-selfjég |

*Feldarabolódott selfjég

## Lásd még
Az Antarktisz jege

## Fordítás
Ez a szócikk részben vagy egészben  a   List of Antarctic ice shelves című angol Wikipédia-szócikk ezen változatának fordításán alapul.  Az eredeti cikk szerkesztőit annak laptörténete sorolja fel. Ez a jelzés csupán a megfogalmazás eredetét és a szerzői jogokat jelzi, nem szolgál a cikkben szereplő információk forrásmegjelöléseként.